# Ičigo Kurosaki
Ičigo Kurosaki (黒崎 一護 ) je izmišljeni lik iz anime i manga serijala BLEACH koju je stvorio Taito Kubo. Ičigo je glavni junak serije koji zadobija moći Šinigamija posle slučajnog susreta sa Rukijom Kučiki. Ta moć Šinigamija obavezuje Ičiga da se bori umesto Rukije protiv zlih duhova i da sprovodi dobre duše u zagrobni život. Pored mange, Ičigov lik se pojavljuje i u animiranoj seriji, filmovima, video igrama kao i rok mjuziklima.
Autor mange, Taito Kubo je izjavio da je Ičigov lik kreiran da bi zamenio Rukiju Kučiki na mestu glavnog junaka jer je smatrao da ona nije odgovarala toj ulozi. Lik Ičiga je dobro prihvaćen od strane kritičara i čitalaca. Ičigo je često bio deo Weekly Shōnen Jump-ovih anketa popularnih likova. On je stalno bio visoko plasiran na listi najpopularnijih likova BLEACH serije. U anketi iz 2007. japanskog magazina Newtype, Ičigo se našao u top 100 najomiljenijih anime likova. Neki kritičari su pohvalili njegovu ličnost dok su ga drugi smatrali tipičnim antiherojem. Po liku Ičiga izrađene su mnoge igračke, lutke, kostimi kao i akcione figurice. U anime serijalu, glas mu na japanskom jeziku pozajmljuje Masakazu Morita, a na engleskom, Džoni Jong Boš.